# Transports publics Vevey–Montreux–Chillon–Villeneuve

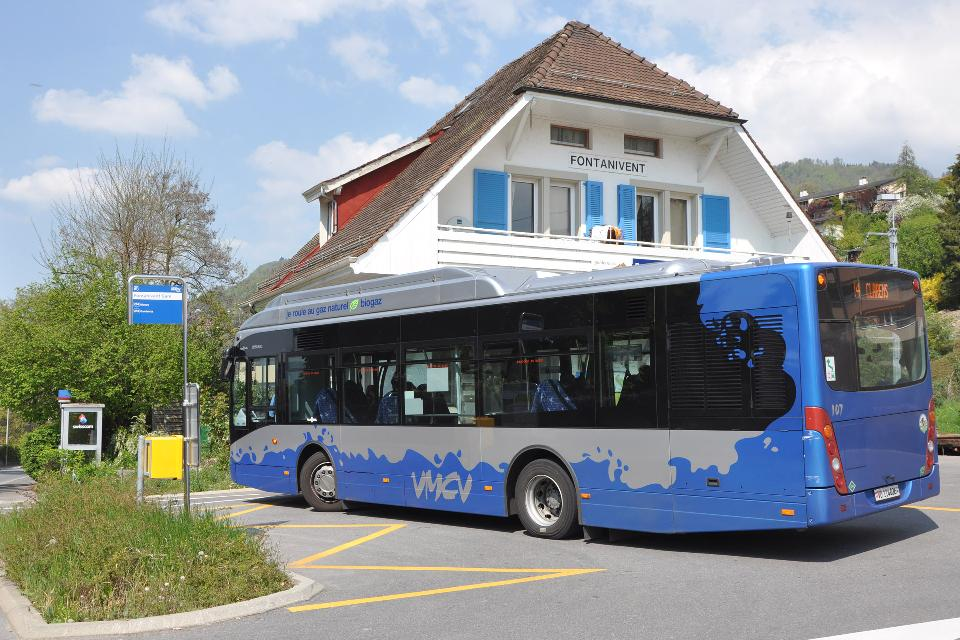
Autobus 107 vor dem Bahnhof Fontanivent

Die Transports publics Vevey–Montreux–Chillon–Villeneuve, offiziell VMCV SA, sind ein schweizerisches Verkehrsunternehmen mit Sitz in Montreux im Kanton Waadt. Das Unternehmen entstand 2008 durch Abspaltung des Verkehrssegments von der am 14. August 1886 gegründeten Société électrique Vevey-Montreux (SEVM). Die nach der Spaltung verbleibende Elektrizitätsgesellschaft wurde in die Romande Energie Holding integriert. Die SEVM war die erste einer ganzen Reihe von Unternehmen, die zwischen 1886 und 1914 in der Schweiz aus der Initiative zum Bau einer elektrischen Bahn entstanden und in der Folge, da sie für den Bahnbetrieb zuerst eine Elektrizitätsversorgung aufbauen mussten, auch die lokale Elektrizitätsversorgung übernahmen. Mit dem Abrutschen des öffentlichen Verkehrs in die Verlustzone, wurden diese Unternehmen rund hundert Jahre später aufgeteilt in Verkehrsunternehmen und Elektrizitätsgesellschaft.
Das Verkehrsgebiet der VMCV erstreckt sich entlang der Waadtländer Riviera, die dortigen Ortschaften Vevey, Montreux, Chillon und Villeneuve gaben der Gesellschaft ihren Namen. Sie betreibt eine Trolleybus- und 14 Autobus-Linien.

## Linien
| Linie | Streckenführung                                   | Art        |
| ----- | ------------------------------------------------- | ---------- |
| 201   | Vevey – Rennaz                                    | Trolleybus |
| 202   | Pra – Vevey Gare – Charmontey                     | Bus        |
| 203   | La Tour-de-Peilz – Crausaz                        | Bus        |
| 204   | Montreux – Chailly                                | Bus        |
| 205   | Montreux – Le Taux                                | Bus        |
| 206   | Montreux – Les Planches                           | Bus        |
| 207   | La Tour-de-Peilz – Mottex – Blonay                | Bus        |
| 208   | La Tour-de-Peilz – Chailly – Fontanivent – Blonay | Bus        |
| 209   | Bel-Air – Perrausaz – Vevey Gare                  | Bus        |
| 210   | Villeneuve Gare – Centres Commerciaux             | Bus        |
| 211   | Vevey, poste – Corsier-sur-Vevey – Corseaux       | Bus        |
| 212   | Vevey, poste – Fenil/Nant                         | Bus        |
| 213   | Vevey – Châtel-St-Denis / Bossonnens              | Bus        |
| 215   | Vevey – St-Légier                                 | Bus        |
| 216   | Vevey – La Chaux – Bossonnens                     | Bus        |

## Geschichte
| Streckenlänge: | 12,949 km |                                 |                                 |
| |           |                                 |                                 |
| \| \| 0,0 \| Vevey Funiculaire \| Vevey Funiculaire \| \| \| 0,8 \| Vevey SBB \| Vevey SBB \| \| \| 2,2 \| Vevey Entre-deux-Villes \| Vevey Entre-deux-Villes \| \| \| 3,0 \| La Tour-de-Peilz Centre \| La Tour-de-Peilz Centre \| \| \| 4,1 \| Burier \| Burier \| \| \| 5,6 \| Clarens Dépôt VMCV \| Clarens Dépôt VMCV \| \| \| 6,1 \| Clarens Gambetta \| Clarens Gambetta \| \| \| 7,0 \| Montreux Bahnhoftreppen \| Montreux Bahnhoftreppen \| \| \| 7,6 \| Montreux Schiffstation \| Montreux Schiffstation \| \| \| 8,3 \| Montreux Casino \| Montreux Casino \| \| \| 9,0 \| Territet SBB \| Territet SBB \| \| \| 9,7 \| Veytaux SBB \| Veytaux SBB \| \| \| 10,5 \| Chillon \| Chillon \| \| \| 11,6 \| Villeneuve-Byron-Clos-du-Moulin \| Villeneuve-Byron-Clos-du-Moulin \| \| \| 12,5 \| Villeneuve La Plage \| Villeneuve La Plage \| \| \| 13,0 \| Villeneuve SBB \| Villeneuve SBB \| |           |                                 |                                 |
| U-Bahn-Kopfbahnhof Streckenanfang (Strecke außer Betrieb) | 0,0       | Vevey Funiculaire               | Vevey Funiculaire               |
| U-Bahn-Bahnhof (Strecke außer Betrieb) | 0,8       | Vevey SBB                       | Vevey SBB                       |
| U-Bahn-Bahnhof (Strecke außer Betrieb) | 2,2       | Vevey Entre-deux-Villes         | Vevey Entre-deux-Villes         |
| U-Bahn-Bahnhof (Strecke außer Betrieb) | 3,0       | La Tour-de-Peilz Centre         | La Tour-de-Peilz Centre         |
| U-Bahn-Haltepunkt / Haltestelle (Strecke außer Betrieb) | 4,1       | Burier                          | Burier                          |
| U-Bahn-Bahnhof (Strecke außer Betrieb) | 5,6       | Clarens Dépôt VMCV              | Clarens Dépôt VMCV              |
| U-Bahn-Bahnhof (Strecke außer Betrieb) | 6,1       | Clarens Gambetta                | Clarens Gambetta                |
| U-Bahn-Bahnhof (Strecke außer Betrieb) | 7,0       | Montreux Bahnhoftreppen         | Montreux Bahnhoftreppen         |
| U-Bahn-Bahnhof (Strecke außer Betrieb) | 7,6       | Montreux Schiffstation          | Montreux Schiffstation          |
| U-Bahn-Haltepunkt / Haltestelle (Strecke außer Betrieb) | 8,3       | Montreux Casino                 | Montreux Casino                 |
| U-Bahn-Bahnhof (Strecke außer Betrieb) | 9,0       | Territet SBB                    | Territet SBB                    |
| U-Bahn-Haltepunkt / Haltestelle (Strecke außer Betrieb) | 9,7       | Veytaux SBB                     | Veytaux SBB                     |
| U-Bahn-Bahnhof (Strecke außer Betrieb) | 10,5      | Chillon                         | Chillon                         |
| U-Bahn-Bahnhof (Strecke außer Betrieb) | 11,6      | Villeneuve-Byron-Clos-du-Moulin | Villeneuve-Byron-Clos-du-Moulin |
| U-Bahn-Bahnhof (Strecke außer Betrieb) | 12,5      | Villeneuve La Plage             | Villeneuve La Plage             |
| U-Bahn-Kopfbahnhof Streckenende (Strecke außer Betrieb) | 13,0      | Villeneuve SBB                  | Villeneuve SBB                  |

Parallel zur Simplonlinie, deren Abschnitt Lausanne–Villeneuve 1861 eröffnet wurde, entstand in den 1880er-Jahren zur Feinerschliessung der Ortschaften entlang der Waadtländer Riviera auch eine Strassenbahn.
Das erste Teilstück dieser Tramway Vevey–Montreux–Chillon (VMC) wurde von der SEVM am 1. Mai 1888 eröffnet. Es war 8951 Meter lang und führte von Vevey-Plan über La Tour-de-Peilz, Clarens und Montreux bis zum Bahnübergang in Territet. Der reguläre Betrieb wurde am 4. Juni aufgenommen. Diese Strassenbahn war die erste elektrisch betriebene Bahn der Schweiz, zur Anwendung kam eine zweipolige Schlitzrohrfahrleitung mit Kontaktwagen. Am 16. September des gleichen Jahres folgte die 1423 Meter lange Weiterführung bis zum Schloss Chillon.
1897 beantragte die SEVM eine Konzession für die Verlängerung bis Villeneuve. Da zuerst die Kantonsstrasse Grandchamp–Villeneuve korrigiert und der Niveauübergang aufgehoben werden sollte, zog sich das Projekt dahin. Schliesslich wird ein neues Unternehmen gegründet, die Compagnie du Tramway Chillon–Byron–Villeneuve (CBV), welche die Konzession von der SEVM übernahm. Am 26. November 1903 fanden die ersten Versuchsfahrten statt und am 14. Dezember wurde die 2575 Meter lange Anschlussstrecke vom Schloss Chillon via Hôtel Byron nach Villeneuve eröffnet. Die Betriebsführung auf der Verlängerung wurde der SEVM übertragen. Anders als deren Stammstrecke wurde die Strecke Chillon–Villeneuve jedoch mit Rollenstromabnehmern betrieben.
Da die CBV in wirtschaftliche Schwierigkeiten geriet, übernahm die SEVM die Aktiven der CBV zum Preis von 57'150.55 Schweizer Franken, was den Aktionären der CBV einen grossen Verlust bescherte. Die amtliche Bezeichnung des Verkehrsbetriebs der SEVM lautet seither VMCV. 1913 wurden neue Fahrzeuge in Betrieb genommen und beide Streckenteile auf Bügelstromabnehmer-Betrieb umgestellt. Eine Besonderheit stellte dann ab Mitte der 1920er-Jahre, als die Simplonlinie elektrifiziert wurde, die niveaugleiche Oberleitungskreuzung in Territet dar.
Die Strassenbahn wurde in den 1950er-Jahren wie folgt eingestellt und durch den Trolleybus Vevey–Villeneuve ersetzt:
- Villeneuve SBB–Territet SBB (4157 Meter): 23. April 1952
- Territet SBB–Montreux Marché (1196 Meter): 1956
- Montreux Marché-Clarens Dépôt VMCV (2070 Meter): 8. Juli 1957
- Clarens Dépôt VMCV-Vevey Entre-deux-Villes: 5. Januar 1958
- Vevey Entre-deux-Villes-Vevey Funiculaire: 19. Januar 1958

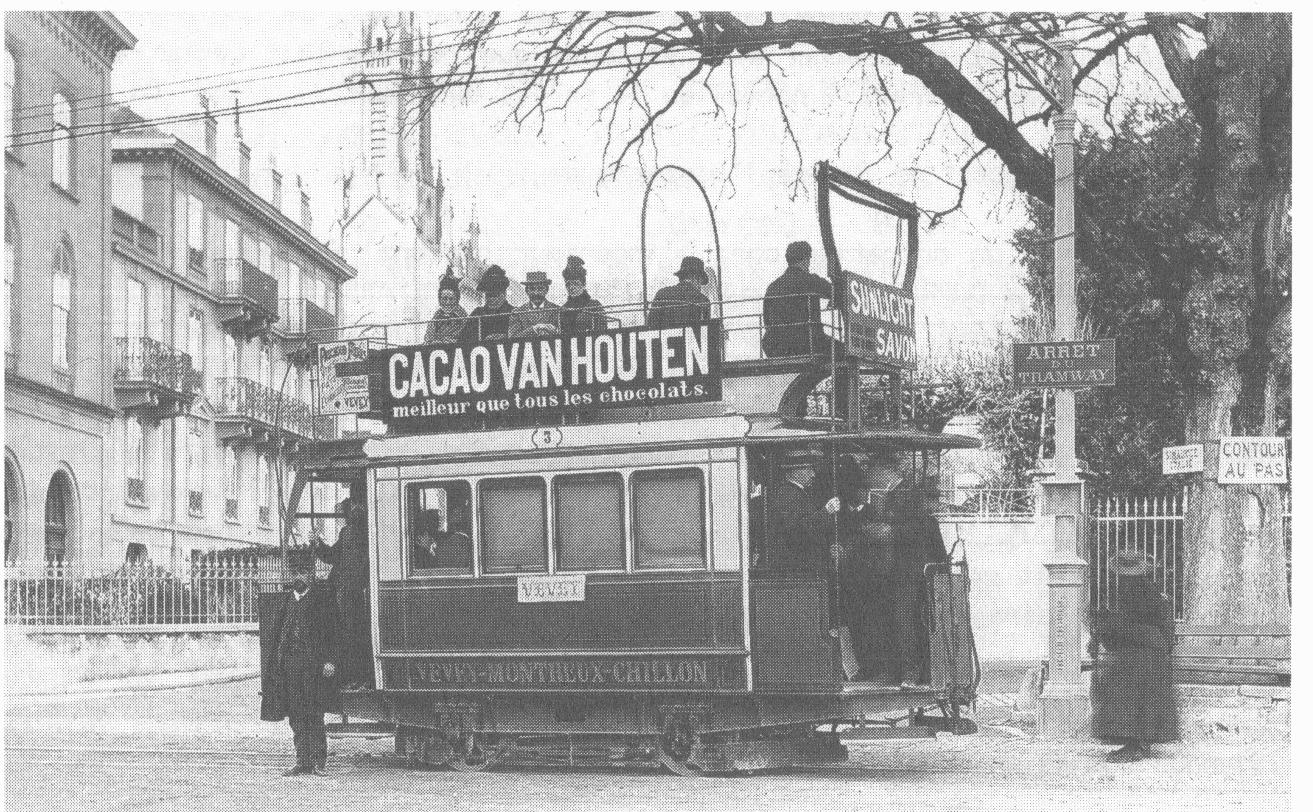
Vevey um 1890

## Zahnradbahn Trait–Planches
Zur Erschliessung der namensgebenden Ortschaft in der Gemeinde Planches erwarb die SEVM eine Eisenbahnkonzession und baute eine 392 Meter lange Zahnradbahn, die mit nur einem Triebwagen bedient und am 1. Juni 1897 eröffnet wurde. Die Steigung betrug unten 128, oben dann 140 Promille. Die Zahnstange war seitlich angeordnet, was eine exzentrische Zugkraftübertragung zur Folge hatte. Am 11. November 1912 entgleiste der einzige Wagen mit der Nummer 24 auf einer Leerfahrt und rutschte in die Talstation, wo er am Prellbock zerstört wurde. Pläne für einen Wiederaufbau scheiterten an den finanziellen Möglichkeiten.